# Implementation Force
L’Implementation Force (IFOR) est une force opérationnelle de l'OTAN qui était chargée du maintien de la paix en Bosnie-Herzégovine, sous le nom de code Opération Joint Endeavour. et avait succédé à la FORPRONU, le 20 décembre 1995, après les accords de Dayton. Elle a été remplacée par la SFOR le 21 décembre 1996. La création de l'IFOR a été décidé par la résolution 1031 du Conseil de sécurité des Nations unies.

## Explication

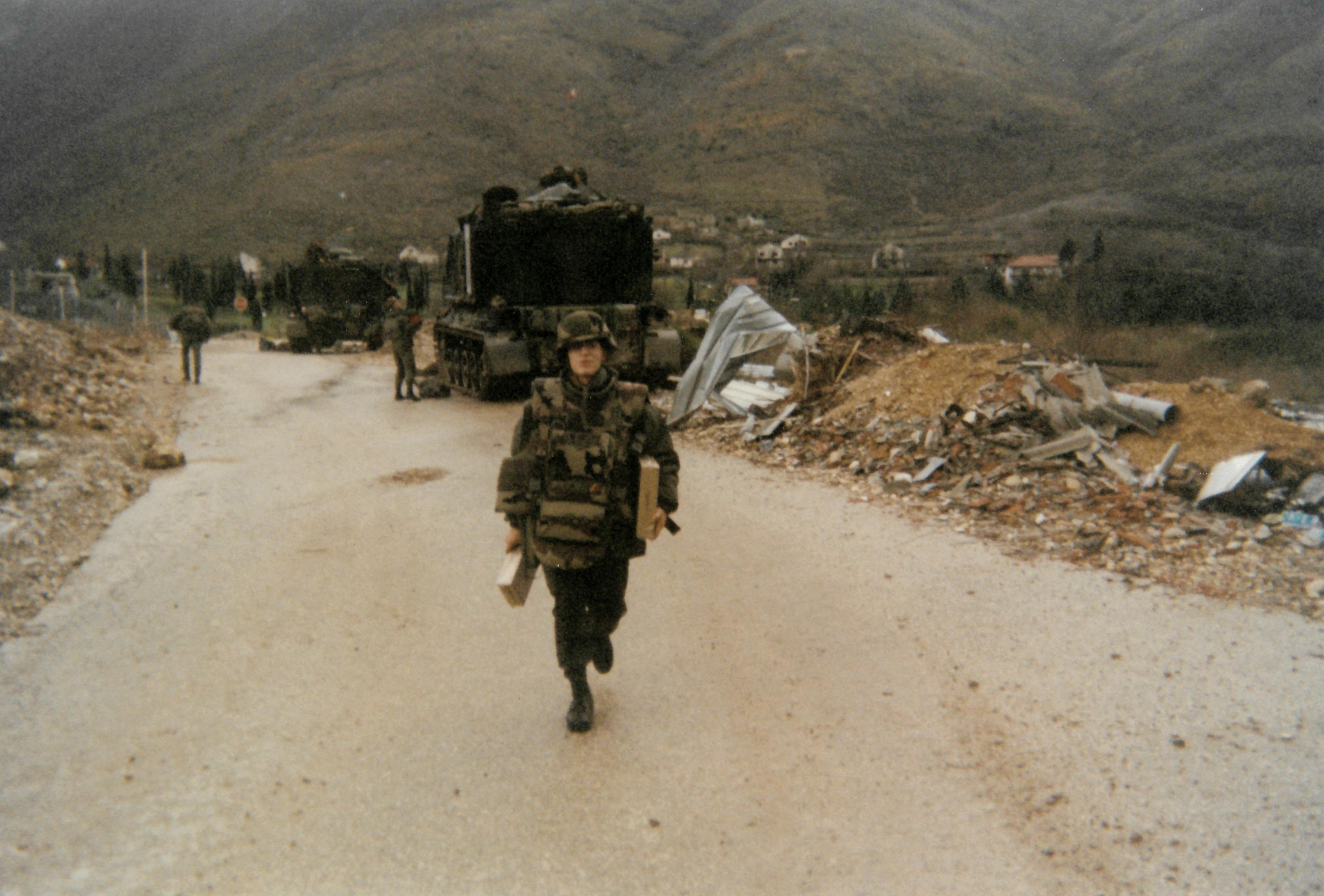
Camp français de l'IFOR à Mostar, 1995

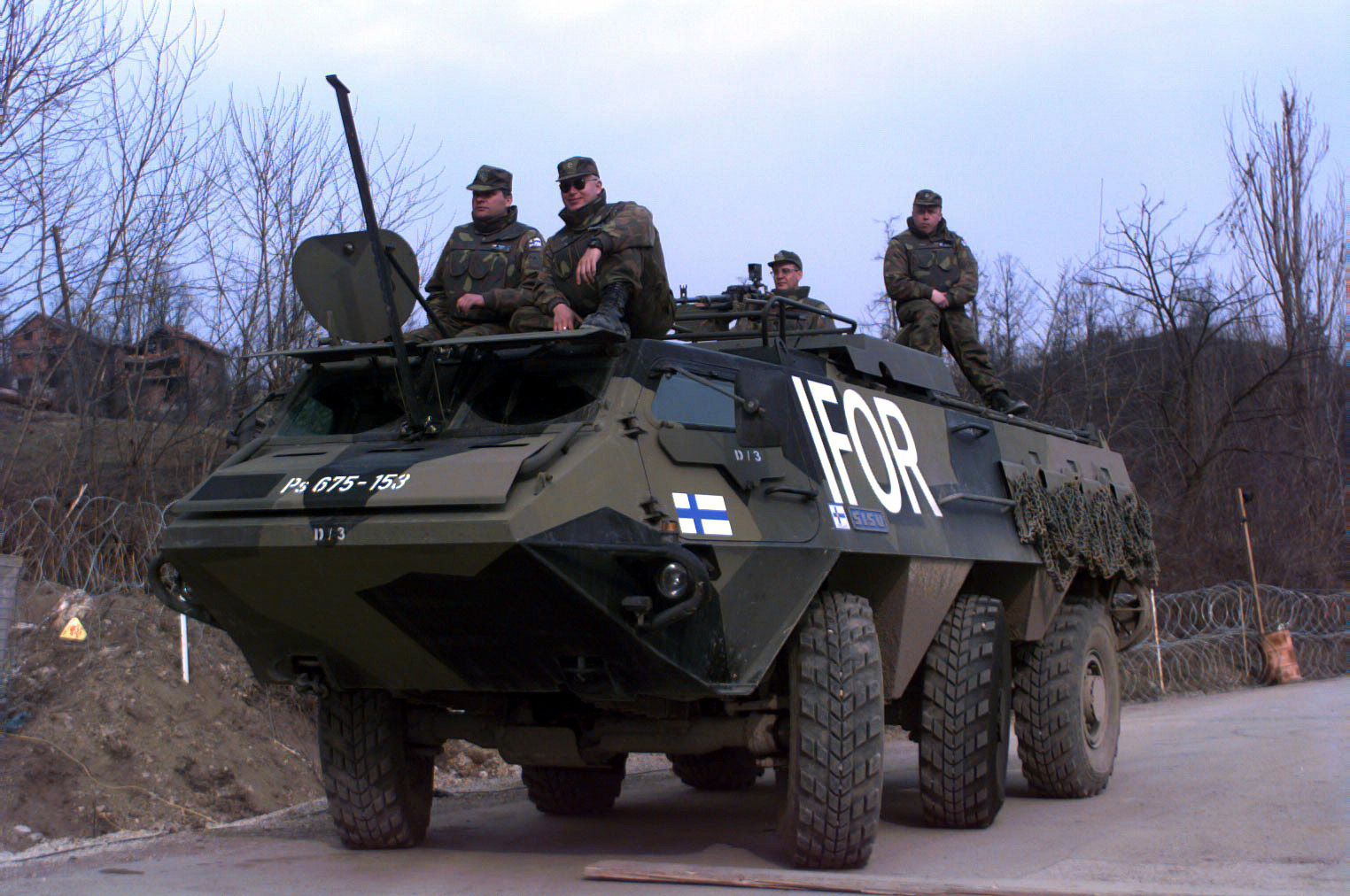
Soldats finlandais surveillant la zone de la réunion de la Joint Civilian Commission, mars 1996

Le nom de baptême de l'opération était Joint Endeavour, soit "Effort concerté".
Son effectif initialement prévu était de 60 000 militaires mais cette force aura un maximum de 55 000 personnels provenant de 32 nations (15 de l'OTAN et 17 non-OTAN); 80 000 en comptant les soutiens installés dans d'autres pays d'Europe.
Parmi les formations engagés se trouve la 1re division blindée des États-Unis (13 000 des 18 000 militaires de la Task Force Eagle avec 100 chars M1, 250 véhicules de combat d'infanterie et 50 AH-64 Apache),, et la 3e division de l'Armée de terre britannique (alors 3 (UK) Armoured Division) intégrant une brigade d'un millier de soldats canadiens comportant elle-même un groupement de l'armée tchèque; parmi les 7 500 militaires français engagés, des unités du 13e régiment de dragons parachutistes français participent également à l'opération.

## Suites

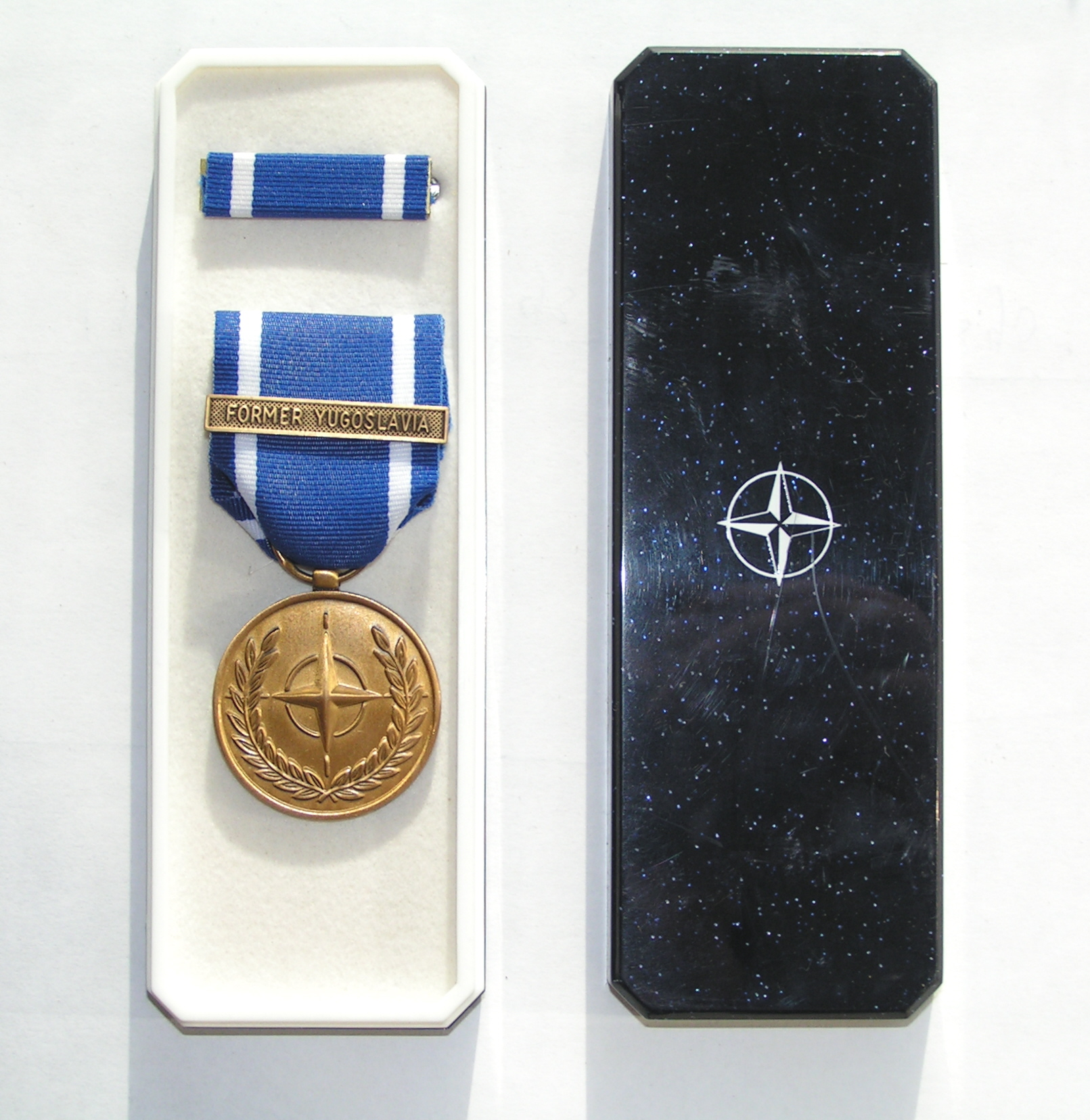
Médaille de l'OTAN pour les personnels ayant servi dans l'ex-Yougoslavie.

La SFOR dépendant également de l'OTAN la remplace et reprendra une partie des unités sur place mais avec seulement au départ 31 000 personnels à sa création en décembre 1996, avec un effectif en baisse régulière avec 18 000 personnels en mars 2002. Le 2 décembre 2004, l'EUFOR Althea de l'Union européenne succède à celle-ci.